# Carlos García Quesada (futbolista)
|  | Aquest article tracta sobre el futbolista. Si cerqueu el ciclista, vegeu «Carlos García Quesada». |

Carlos García Quesada   (Sevilla, 17 de setembre de 1993), més conegut com a Carlos García, és un futbolista andalús, que va néixer a Sevilla, que actualment, juga al FCB Magpies.

## Biografia
Format en les categories inferiors del Real Betis Balompié, ha anat escalant categories fins a arribar a l'equip B; el Real Betis Balompié B, sent un dels millors jugadors en el filial, i centrecampista del club B. El setembre del 2011, va renovar fins a l'any 2014. El 2 de febrer de 2012, va ser seleccionat per la preselecció de l'Onze d'Or de Futbol Draft al costat dels seus companys Francisco Varela, Álvaro Vadillo i Alejandro Pozuelo, posteriorment, el 15 de febrer de 2012, debuta en el primer equip del Real Betis Balompié, en un partit amistós davant el Dinamo de Moscou. Després d'una espectacular temporada en el Real Betis Balompié B, va arribar a ser seguit pel mateix Futbol Club Barcelona juntament amb altres companys del filial bètic. Va rescindir el seu contracte el 17 de novembre de 2015.
El 15 de desembre de 2015, García va signar un contracte de tres anys i mig amb el Gimnàstic de Tarragona, sent inicialment destinat al filial CF Pobla de Mafumet de tercera categoria.
El 31 d'agost següent, poc després de l'ascens definitiu a la plantilla principal, va ser cedit a l'Atlético Sanluqueño CF.
El 31 de juliol de 2018, García va rescindir el seu contracte amb el Nàstic.

## Selecció espanyola de futbol sub-19
El novembre del 2011, és convocat per la selecció Espanyola de Futbol sub-19, per un entrenament en la Ciutat del Futbol de Las Rozas.

## Selecció espanyola de futbol sub-20
L'agost de 2012, va ser convocat per disputar el Torneig internacional de futbol sub-20 de la Alcudia junt a Nono, Varela i Álvaro Vadillo, deixant bones sensacions al llarg del campionat.